# Волков Микола Васильович (Герой Радянського Союзу)
Мико́ла Васи́льович Во́лков (1914—17 листопада 1943) — сержант Робітничо-селянської Червоної Армії, учасник Другої світової війни, Герой Радянського Союзу (1944).

## Життєпис
Микола Волков народився в 1914 році в селі Новотроїцьке (нині Маріїнський район Кемеровської області) в селянській родині. Закінчив шість класів школи. З 16 років Волков працював електрослюсарем на шахті «Центральна» в Кемерово. З 1932 року працював на будівництві Новокузнецького металургійного комбінату, проте через хворобу повернувся в Кемерово. Працював на Кемеровському металургійному комбінаті, опанував професії електрозварника, електрослюсаря і коваля. Кілька разів командирувався на будівництво залізничного мосту через Том. У 1941 році Волков був призваний на службу в Робітничо-селянську Червону Армію. З того ж року — на фронтах Другої світової війни. У 1942 році вступив у ВКП(б). До жовтня 1943 року сержант Микола Волков командував кулеметним розрахунком 936-го стрілецького полку 254-ї стрілецької дивізії 52-ї армії Воронезького фронту. Відзначився під час битви за Дніпро.
1 жовтня 1943 року Волков, незважаючи на масований кулеметний і мінометний вогонь противника, переправився на рибальському човні через Дніпро на північний захід від Черкас. Відбивши кілька контратак противника, розрахунок Волкова забезпечив тим самим успіх переправи через річку всього полку. 17 листопада 1943 року, залишившись єдиним з розрахунку, Волков був важко поранений, але не залишив поля бою і, продовжуючи вести вогонь, помер від втрати крові. Похований у братській могилі в селі Дахнівка (нині в межах міста Черкаси).
Указом Президії Верховної Ради СРСР від 22 лютого 1944 року за зразкове виконання бойового завдання командування в боротьбі з німецькими загарбниками і проявлені при цьому мужність і героїзм" сержант Микола Волков посмертно удостоєний високого звання Героя Радянського Союзу. Також нагороджений орденами Леніна, Червоної Зірки і медаллю. На його честь названо декілька урбанонімів, наприклад вулиця Сержанта Волкова у місті Черкаси.